# Weezer (The White Album)
Weezer, també conegut com The White Album (en català, l'àlbum blanc) és el desè àlbum d'estudi de la banda estatunidenca de rock alternatiu Weezer. Es va publicar l'1 d'abril de 2016 per Atlantic Records i Crush Management. Aquest fou el quart àlbum epònim de la banda, i també el primer amb la producció de Jake Sinclair.
Aquest treball va continuar amb l'èxit de crítica que havia rebut l'anterior treball Everything Will Be Alright in the End (2016) i millorant comercialment, arribant al número quatre de la llista estatunidenca de senzills. Com a premi van rebre una nominació en els premis Grammy en la categoria de millor àlbum de rock.

## Producció
Poc després de publicar Everything Will Be Alright in the End i realitzar una curta gira promocional, Weezer va separar-se dels seus representants per signar amb l'empresa Crush Management. El nou agent de la banda, Jonathan Daniel, els va suggerir produir un nou treball, i Cuomo es va interessar pel productor Jake Sinclair, que ja havia treballat com a enginyer d'àudio en el senzill «(If You're Wondering If I Want You To) I Want You To» (2009) i que va liderar una banda de versions de Weezer anomenada Wannabeezer. Ràpidament es van posar d'acord sobre la direcció musical del nou àlbum i van començar en la composició de les noves cançons. Sinclair tenia molt clar com havia de sonar cada cançó i treballar individualment amb cada membre per trobar els arranjaments més adequats.
La trajectòria de Weezer els emmarca en el rock alternatiu, el power pop i el pop punk, però Rivers Cuomo va descriu aquest treball com a "beach album" (en català, àlbum de platja) basant-se en les seves experiències al Westside del Comtat de Los Angeles, amb gent de Venice a Santa Monica, la platja, els Krixna, els Sikhs, noies de Tinder o els adolescents de La Sera. Cuomo va utilitzar l'aplicació mòbil Tinder per conèixer gent i tenir noves idees per compondre. A banda, Cuomo ja havia acreditat que la banda The Beach Boys fou una de les seves grans influències i això es va reflectir molt en aquest àlbum.
Weezer va llançar dos senzills en dues setmanes consecutives a final de 2015: «Thank God for Girls» i «Do You Wanna Get High?», però just després van confirmar que no tenien planejat publicar un nou àlbum. Finalment van fer l'anunci oficial el gener de 2016 coincidint amb el llançament del tercer senzill («King of the World»). La publicació es va realitzar un cop van acordar el seu llançament amb la discogràfica Atlantic Records de Warner Music Group. Coincidint amb l'inici de la gira, Weezer va llançar un EP mitjançant Spotify de cinc cançons acústiques, de les quals dues eren de l'àlbum. La versió deluxe del disc fou llançada el 7 d'octubre de 2016, la qual contenia quatre cançons addicionals.

## Recepció
Diversos crítics musicals han descrit aquest treball com un àlbum conceptual, el primer des de Pinkerton (1996). Com en els anteriors discs, en les cançons hi apareixen diverses referències a la cultura pop, com per exemple a la pel·lícula Whiplash (2014), l'aplicació Tinder o la banda musical 5 Seconds of Summer. En aquesta ocasió es pot veure una diversificació de temes, fets històrics obscurs i referències religioses, com per exemple l'extinció del gavot gegant, el compositor Burt Bacharach, joves bramans recitant la Veda, o els bombardejos atòmics d'Hiroshima i Nagasaki. Crítics seguidors de tota la trajectòria de Weezer també s'hi noten subtils referències a temes vells de la banda. Els mitjans de la crítica van destacar la resurrecció que representava aquest treball, el millor material que havia creat Weezer dels darrers quinze anys, tot i no arribar al mateix nivell que els primers àlbums de la banda. Va debutar al número quatre de la llista estatunidenca d'àlbums amb gairebé 50.000 còpies venudes en la primera setmana, esdevenint així el sisè àlbum de Weezer en arribar als cinc millors àlbums d'aquesta llista.

## Llista de cançons
| Núm.          | Títol                          | Composició                                                 | Durada |
| ------------- | ------------------------------ | ---------------------------------------------------------- | ------ |
| 1.            | «California Kids»              | Rivers Cuomo, Dan Wilson                                   | 3:25   |
| 2.            | «Wind in Our Sail»             | Cuomo, Scott Chesak, Ryan Spraker                          | 2:53   |
| 3.            | «Thank God for Girls»          | Cuomo, Alex Goose, Michael Balzer, Alex Balzer, Bill Petti | 3:30   |
| 4.            | «(Girl We Got A) Good Thing»   | Cuomo                                                      | 3:25   |
| 5.            | «Do You Wanna Get High?»       | Cuomo                                                      | 3:27   |
| 6.            | «King of the World»            | Cuomo, Jarrad Kritzstein                                   | 3:24   |
| 7.            | «Summer Elaine and Drunk Dori» | Cuomo                                                      | 3:25   |
| 8.            | «L.A. Girlz»                   | Cuomo, Brian Bell, Luther Russell                          | 3:29   |
| 9.            | «Jacked Up»                    | Cuomo, Jonathan Coffer, Hugh Pescod                        | 2:53   |
| 10.           | «Endless Bummer»               | Cuomo, Bell, Russell                                       | 4:14   |
| Durada total: | Durada total:                  | Durada total:                                              | 34:05  |

| 11. | «Prom Night» | 3:34 |

| 11. | «I Love the U.S.A.»                    | Cuomo, Sam Hollander                                               | 3:09 |
| 12. | «Jacked Up» (Remix) (amb Fitz i Nadya) | Cuomo, Coffer, Pescod, Michael Fitzpatrick, Nadezhda Tolokonnikova | 2:56 |
| 13. | «Friend of a Friend»                   | Cuomo                                                              | 2:58 |
| 14. | «Fake Smiles and Nervous Laughter»     | Cuomo                                                              | 3:26 |

| 15. | «Last Days Of Summer» | 2:35 |

## Posicions en llista
| Llista (2016) | Posició |
| ------------- | ------- |
| Alemanya      | 51      |
| Austràlia     | 28      |
| Canadà        | 10      |
| Espanya       | 74      |
| Estats Units  | 4       |
| Regne Unit    | 24      |

## Crèdits
Weezer
- Rivers Cuomo – cantant, guitarra solista, piano, teclats
- Brian Bell – guitarra rítmica, veus addicionals, teclats
- Scott Shriner – baix, veus addicionals, piano ("Thank God for Girls" i "(Girl We Got a) Good Thing")
- Patrick Wilson – bateria, percussió, veus addicionals

Músics addicionals
- Christopher Wray – sintetitzadors
- Ryan Spraker – producció addicional i piano ("Wind In Our Sail")
- Scott Chesak – producció addicional i piano ("Wind In Our Sail")
- Alex Goose – producció addicional i òrgan ("Thank God For Girls")
- Jonny Coffer – producció addicional i piano ("Jacked Up")
- Nadya Tolokonnikova – cantant ("Jacked Up (Remix)")
- Michael Fitzpatrick – cantant ("Jacked Up (Remix)")

Producció
- Jake Sinclair – product0r
- Tanner Sparks – enginyeria
- Suzy Shinn – enginyeria